# Christian Sinding
Christian August Sinding, norveški skladatelj, * 11. januar 1856, Kongsberg, † 3. december 1941, Oslo.
Sprva je glasbo študiral v Oslu, potem je odšel na konservatorij v Leipzig, kjer je študiral kompozicijo pri Salomonu Jadassohnu. Velik del življenja je preživel v Nemčiji, kljub temu pa je ga je finančno podpirala norveška vlada. Med letoma 1920 in 1921 je bival v ZDA, kjer je poučeval kompozicijo na glasbeni šoli Eastman v kraju Rochester, New York. Njegov glasbeni opus vsebuje mnoge kratke lirične skladbe, sicer pa je skladatelj najbolj poznan po klavirski miniaturi Frühlingsrauschen (Pomladno žuborenje). Sicer je ustvaril 4 simfonije, 3 violinske koncerte, klavirski koncert in opero Der Heilige Berg (»Sveta gora«, 1914).